# ヴェンチア
ヴェンチア (Venture) とはイギリス生まれの競走馬および種牡馬である。種牡馬として日本に輸入され成功を収めた。
全兄に仏2000ギニー、ジャックルマロワ賞等の優勝馬Buisson Ardent（ビュイッソンアルダン）、半兄にロワイヤルオーク賞の優勝馬Buisson d'Or（ビュイッソンドール）がいる。

## 経歴
競走馬としては主にイギリスで走り、サセックスステークス、ミドルパークステークス、セントジェームズパレスステークスといった現在のG1競走を制した。
1961年よりフランスで種牡馬入りして供用が開始され、その後1969年に日本へ輸入された。日本では2度の年度表彰を受賞したイットーや東京優駿を制したクライムカイザーといった産駒が活躍し、同じくレリックの直仔で日本に輸入されたポリックやミンシオらとともにマンノウォー系およびレリック系の発展に大きく貢献した。
しかし、種牡馬を引退した1979年に屠殺され食肉となった。前述の通り東京優駿優勝馬などを輩出し、日本で大成功を収めた馬であったが悲惨な結末となった。
日本ではクライムカイザーをはじめ後継種牡馬を3頭残したが、いずれも失敗に終わった。ブラジルに渡ったフランス産の牡駒Locris（ロクリ）が同地でリーディングサイアーとなっており、多くの活躍馬を輩出した。また、母の父としても大きな実績を残したため、母系に入って「華麗なる一族」や、ヨーロッパで種牡馬となっているソヴィエトスターなどを通して2000年代以降も血統表に名前が残っている。

## 主な産駒
- Embeille（1962年生 ロンポワン賞）
- Locris（1964年生 ジャンプラ賞、チャンピオンステークス2着）
- Maroun（1968年生 ジャンプラ賞・仏G2、ダフニ賞・仏G3）※1971年よりヨーロッパでグループ制導入。
- イットー（1971年生 1975年スワンステークス、高松宮杯）
- タカエノカオリ（1971年生 1974年桜花賞）
- ソシアルトウショウ（1972年生 1975年優駿牝馬2着）
- クライムカイザー（1973年生 1976年京成杯、弥生賞、東京優駿、種牡馬）
- パッシングベンチャ（1973年生 1976年京都大賞典）
- クリーンファミリー（1975年生 1979年東海菊花賞）
- ホクセーミドリ（1976年生 1979年ラジオたんぱ賞）
- トドロキエイカン（1977年生 種牡馬）
- トドロキヒホウ（1978年生 1981年東京4歳ステークス、弥生賞、1982年オールカマー、種牡馬）

母の父としての主な産駒
- ハギノトップレディ（母イットー、1980年桜花賞、エリザベス女王杯など重賞4勝）
- ザベリワン（母Verushka バーバラハンデキャップなど重賞10勝）
- ハギノカムイオー（母イットー、1983年宝塚記念など重賞6勝）
- タイテエム（母テーシルダ天皇賞・春など重賞5勝）
- カツラギエース（母タニノベンチヤ、1984年宝塚記念、ジャパンカップなど重賞7勝）
- ソヴィエトスター（母Verushka フランス2000ギニー、サセックスステークス、フォレ賞、ジュライカップ、ムーラン・ド・ロンシャン賞など重賞7勝）

その他中央競馬重賞勝ち馬10頭を輩出。

## 血統表
| ヴェンチアの血統（レリック系／Rock Sand 5×5×5=9.38%、Superman・Peter Pan 5×4=9.38%（父内）、Phalaris 4×5=9.38%（母内）、Fairy Gold 5×5=6.25%（父内）） | ヴェンチアの血統（レリック系／Rock Sand 5×5×5=9.38%、Superman・Peter Pan 5×4=9.38%（父内）、Phalaris 4×5=9.38%（母内）、Fairy Gold 5×5=6.25%（父内）） | ヴェンチアの血統（レリック系／Rock Sand 5×5×5=9.38%、Superman・Peter Pan 5×4=9.38%（父内）、Phalaris 4×5=9.38%（母内）、Fairy Gold 5×5=6.25%（父内）） | （血統表の出典）    | （血統表の出典） |
| 父 Relic 1945 青毛 | 父の父War Relic 1938 栗毛 | Man o'War | Fair Play           | Fair Play        |
| 父 Relic 1945 青毛 | 父の父War Relic 1938 栗毛 | Man o'War | Mahubah             |                  |
| 父 Relic 1945 青毛 | 父の父War Relic 1938 栗毛 | Friar's Carse | Friar Rock          | Friar Rock       |
| 父 Relic 1945 青毛 | 父の父War Relic 1938 栗毛 | Friar's Carse | Problem             |                  |
| 父 Relic 1945 青毛 | 父の母Bridal Colors 1931 青毛 | Black Toney | Peter Pan           | Peter Pan        |
| 父 Relic 1945 青毛 | 父の母Bridal Colors 1931 青毛 | Black Toney | Belgravia           |                  |
| 父 Relic 1945 青毛 | 父の母Bridal Colors 1931 青毛 | Vaila | Fariman             | Fariman          |
| 父 Relic 1945 青毛 | 父の母Bridal Colors 1931 青毛 | Vaila | Padilla             |                  |
| 母 Rose O'Lynn 1944 鹿毛 | 母の父Pherozshah 1934 芦毛 | Pharos | Phalaris            | Phalaris         |
| 母 Rose O'Lynn 1944 鹿毛 | 母の父Pherozshah 1934 芦毛 | Pharos | Scapa Flow          |                  |
| 母 Rose O'Lynn 1944 鹿毛 | 母の父Pherozshah 1934 芦毛 | Mah Mahal | Gainsborough        | Gainsborough     |
| 母 Rose O'Lynn 1944 鹿毛 | 母の父Pherozshah 1934 芦毛 | Mah Mahal | Mumtaz Mahal        |                  |
| 母 Rose O'Lynn 1944 鹿毛 | 母の母Rocklyn 1937 鹿毛 | Easton | Dark Legend         | Dark Legend      |
| 母 Rose O'Lynn 1944 鹿毛 | 母の母Rocklyn 1937 鹿毛 | Easton | Phaona              |                  |
| 母 Rose O'Lynn 1944 鹿毛 | 母の母Rocklyn 1937 鹿毛 | Rock Forrard | Rock Flint          | Rock Flint       |
| 母 Rose O'Lynn 1944 鹿毛 | 母の母Rocklyn 1937 鹿毛 | Rock Forrard | Hark Forrard F-No.7 |                  |

父はヨーロッパに渡ったマンノウォー系種牡馬の代表格。母は仏重賞コンデ賞の優勝馬で、仏1000ギニーでも2着となっている。甥にアメリカでG1競走2勝を挙げたThe Bart（ザバート）、フランスで重賞2勝を挙げ、種牡馬としてオーストラリアで大きな成功を収めたZamazaan（ザマザーン）などがいる。